# Uttar Durgapur
Uttar Durgapur è una suddivisione dell'India, classificata come census town, di 5.062 abitanti, situata nel distretto dei 24 Pargana Sud, nello stato federato del Bengala Occidentale. In base al numero di abitanti la città rientra nella classe V (da 5.000 a 9.999 persone).

## Geografia fisica
La città è situata a 21° 55' 47 N e 88° 18' 51 E.

## Società

### Evoluzione demografica
Al censimento del 2001 la popolazione di Uttar Durgapur assommava a 5.062 persone, delle quali 2.649 maschi e 2.413 femmine. I bambini di età inferiore o uguale ai sei anni assommavano a 575, dei quali 291 maschi e 284 femmine. Infine, coloro che erano in grado di saper almeno leggere e scrivere erano 3.404, dei quali 1.967 maschi e 1.437 femmine.